# Бовшево (Могилёвская область)
Бо́вшево — деревня в составе Дашковского сельсовета Могилёвского района Могилёвской области Республики Беларусь.

## Географическое положение
Ближайшие населённые пункты: Новая Культура, Дашковка, Досова Селиба.